# Bethan Wright
Bethan Wright (Northampton, 1996. január 30. –) angol színésznő, modell.
Legismertebb alakítása Skye Hart a 2016 és 2017 között futott The Lodge című sorozatban.
A fentiek mellett a Dixi című sorozatban is szerepelt.

## Élete és pályafutása
Wright Northamptonban született 1996. január 30-án. A négy éves korában elkezdett balettozni és részt vett különböző tehetségkutató műsorokban. A Marks & Spencer marketing kampányában szerepelt. Később a Pretty Polly hálóing és fehérnemű kollekciójának arca lett.
Színészként a Dixi című sorozatban debütált. Majd két, a Breakdown és a Between Two Worlds című filmekben szerepelt. 2016 és 2017 között a Disney Channel The Lodge című sorozatában szerepelt. 2019 és 2020 között a Dalmata utca 101. című animációs sorozatban szinkronizált.

## Filmográfia

### Filmek
| Év   | Magyar cím | Eredeti cím        | Szerep | Magyar hang |
| ---- | ---------- | ------------------ | ------ | ----------- |
| 2021 |            | Breakdown          | Sinead |             |
| 2016 |            | Between Two Worlds | Emily  |             |

### Televíziós szerepek
| Év        | Magyar cím        | Eredeti cím          | Szerep              | Megjegyzések                           |
| --------- | ----------------- | -------------------- | ------------------- | -------------------------------------- |
| 2019–2020 | Dalmata utca 101. | 101 Dalmatian Street | Prunella Pug (hang) | mellékszereplő                         |
| 2016–2017 | The Lodge         | The Lodge            | Danielle Clark      | főszereplő magyar hangja Pekár Adrienn |
| 2014–2016 |                   | Dixi                 | Chloe               | főszereplő                             |